# Little (udde)
Little är en udde i Antarktis. Den ligger i Västantarktis. Argentina, Chile och Storbritannien gör anspråk på området.
Terrängen inåt land är kuperad åt sydväst, men åt nordost är den platt. En vik av havet är nära Little åt sydost. Trakten är obefolkad. Det finns inga samhällen i närheten.